# 陸軍少尉候補者
陸軍少尉候補者（りくぐんしょういこうほしゃ。少尉候補者）とは、日本陸軍で現役の准士官または下士官の中から特に選抜されて現役少尉となる教育を受ける者である。各兵科および各部（軍楽部、法務部を除く）に存在した。1920年（大正9年）8月に制度化され、1945年（昭和20年）8月の太平洋戦争（大東亜戦争）終戦により廃止された。少候と略される場合がある。

## 沿革

### 少尉候補者制度にいたる経緯
陸軍では明治時代序盤の黎明期を除き、大正時代中盤以降まで兵科現役少尉の補充は士官候補生として陸軍士官学校を卒業した者からで一本化していた。一般兵として入営した下士官が将校となるには中学校卒業者らとともに士官候補生の召募試験を受けて合格し、以後の正規教育を修了するか、戦時の特例による進級というごくわずかな例外しかなかった。この間、日清戦争、日露戦争など下級将校の増員が必要とされる際に陸軍は一年志願兵出身などの予備役将校の投入と、士官候補生の暫時採用増および陸軍士官学校入校・卒業時期の暫時繰り上げによる現役将校速成を主として人員の確保をしのいだ。
ところが大正期になると日露戦争時に大々的に採用した士官候補生出身の現役下級将校を進級させようにも、その受け皿となる補職先が十分ではなく進級停滞や予備役編入者の増加といった人事上の弊害が発生するようになった。また下士官、准士官はいくら勤務に励んでも現役将校になる道がないと決まっていれば、士気の低下や優秀な人材の確保に支障をきたすおそれがあった。

### 准尉制度
1917年（大正6年）8月、陸軍は平時編制改正（軍令陸乙第7号）による歩兵科を中心とした大尉以上の定数増と中尉・少尉の減員とともに、陸軍補充令中改正（勅令第97号）、陸軍武官官等表中改正（勅令第95号）により、今までなかった准尉という階級を新設した。この准尉は1937年（昭和12年）2月に特務曹長の階級名を改めた准士官のことではなく、特務曹長の上位となる士官のことである。士官に准尉を設けた制度の間は陸軍に特務曹長と准尉が併存した。准尉は各兵科のみの階級で、経理部、衛生部など各部には置かれなかった。
准尉の制度制定理由書には「士官学校出身者ノミヲ以テ中少尉ノ平時要員ヲ充足セシムントスル現制ハ（中略）大尉以上ノ各級将校ノ数ニ比シ中少尉ノ数著シク多キカ為其ノ進級大ニ停滞シ（後略）」と、現状の人事諸問題がまず最初に書かれ、次に「隊内ニ於ケル中少尉ノ定員ヲ減シ下士出身者ヲ以テ之ヲ補フ（中略）近時国軍兵力ノ増大ト共ニ戦時下級将校一部ノ要員ニ充当スヘキ下士出身者ヲシテ平時ヨリ其ノ勤務ヲ演練セシメ国軍ヲシテ益々精鋭ナラシムルヲ得ヘシ」と、下士官出身者を昇級させる利点を挙げている。しかしながら理由書ではさらに陸軍士官学校出身者との学識の格差や、兵から何年もかけ順を追って昇級してくるがゆえの年齢差のため、下士官出身者を少尉とすることは将校団にとって「動(ﾔﾔ)モスレハ其ノ品位ト団結トヲ傷フ」との差別視から、特に准尉という階級の新設となったのである。
現役准尉となるには実役停年2年以上の現役特務曹長の中から「体格強健、人格成績共ニ優秀且学識アル者」が試験を受け、選抜された者が准尉候補者とされた。准尉候補者は陸軍士官学校で士官候補生の生徒とは異なる課程の学生として軍制・戦術・兵器・築城・交通・地形・剣術・体操・馬術（歩兵は除く）・現地戦術・測図について6月中旬より10月上旬まで約4か間の教育を受け、修業試験に及第すると原隊に戻って士官勤務をしながらさらに教育を受けたのち、適格と判断されれば特務曹長から准尉に任官した。
准尉は陸軍武官官等表では少尉と併記され中隊附の中尉または少尉と同様の勤務をするが、平時は少尉の下位に置かれ、戦時には必要に応じ中尉または少尉に進級させることができると定められていた。それは裏返せば戦時でもないかぎり准尉はそれより上の階級に進めないことを意味し、上級将校のポストは数を少く絞った士官候補生出身者の中だけで選考することができる。さらに中尉・少尉の現役定限年齢が45歳に対して准尉は42歳と低く、階級章は少尉が3本の金線と五芒星で表すのに対し准尉の星型は丸い座金の上に配置するデザインであった。また陸軍補充令の中だけでも「士官（准尉ヲ除ク）」「士官ニシテ准尉ニ非サル者」といった記述が見られ、准尉はあくまでも限定的な士官といえる。このように准尉制度では准士官から進級した准尉と士官候補生出身の将校には溝が残ったままであったが、1920年（大正9年）8月の陸軍武官官等表改正（勅令第241号）で准尉の階級はなくなり、従来の准尉は同年8月10日付で少尉に任じられて、制度は3年で終わった。その間に陸軍士官学校において学生教育を受け、准尉に任じられた者は第1期が286名、第2期が287名、第3期が204名であった。

### 少尉候補者制度
1920年（大正9年）8月、陸軍は現役将校の補充教育体系を刷新した。陸軍中央幼年学校予科と陸軍地方幼年学校を陸軍幼年学校、陸軍中央幼年学校本科を陸軍士官学校予科とし、陸軍士官学校は予科・本科制となった。このとき陸軍補充令中改正（勅令第244号）で第3条に「歩、騎、砲、工、輜重兵科現役士官ハ士官候補生、現役特務曹長又ハ現役砲、工兵上等工長ニシテ少尉ニ任セラルルノ資格ヲ具フル者ヲ以テ之ヲ補充ス」と現役士官へ任用できる者として士官候補生だけでなく、現役特務曹長と砲兵科または工兵科の上等工長も併記されるようになった、これに基づくのが少尉候補者制度であり、平時であっても准士官から直に現役少尉への道が開けた。少尉候補者の詳細は次のとおり（1920年8月時点）。
各兵科（憲兵科を除く）
改正陸軍補充令第14条の第2項で少尉候補者は実役停年2年以上の現役特務曹長のうち「身体強健人格成績共ニ優秀且家庭良好ナル者」から連隊長などに選抜されたうえ試験によって陸軍大臣が定めると規定され、「市谷台」と通称される東京市牛込区本村町の陸軍士官学校に生徒とは別課程の学生として入校する。
砲兵科および工兵科の技術従事者
砲兵科と工兵科の准士官には特務曹長以外にも技術従事者として砲兵上等工長および工兵上等工長があった。上記の各兵科特務曹長と同様の条件を満たし、選抜され試験に合格した上等工長は東京市小石川区小石川町の陸軍砲兵工科学校を改称した陸軍工科学校へ高等科学生として入校する。
憲兵科
憲兵科現役将校は士官候補生からではなく他兵科の将校を転科させることで補充していたが、今回の改正で「憲兵科現役士官ハ他兵科ノ士官ニシテ憲兵練習所ヲ卒業シタル者又ハ憲兵科現役特務曹長ニシテ少尉ニ任セラルルノ資格ヲ具フル者ヲ以テ之ヲ補充ス」と選抜のうえ試験に合格した現役憲兵特務曹長を憲兵少尉候補者として東京府豊多摩郡中野町の憲兵練習所で教育し、少尉に任官することも可能となった。
兵科以外の各部では少尉という階級が当時は存在せず狭義においては少尉候補者ではないが、経理部では古くから軍吏部（経理部の前身）の下士官または兵科の准士官・下士官を陸軍経理学校の学生として教育し、現役三等軍吏（少尉相当官）とする補充制度が存在した。しかし明治時代後期になり制度変更により廃止されていたものが、前述した1920年8月の陸軍補充令中改正により三等主計候補者という名称とともに復活することになった。三等主計候補者は兵科の少尉候補者と同様に「身体強健人格成績共ニ優秀且家庭良好ナル」各兵科（憲兵科を除く）准士官・曹長と経理部の上等計手・上等縫工長・上等靴工長、または一等計手・一等縫工長・一等靴工長の志願者の中より連隊長などに選抜されたうえ試験に合格した者が陸軍経理学校の普通科学生として教育され、卒業すると士官勤務を習得したのち三等主計に任官できることになった。
衛生部では1922年（大正11年）3月末の陸軍補充令中改正（勅令第181号）施行により、実役停年2年以上の現役上等看護長のうち、所管軍医部長などに選抜されたうえ試験に合格した者が三等看護官候補者として陸軍軍医学校で教育されたのち、衛戍病院で士官勤務を習得し三等看護官に任官すると定められた。獣医部では1923年（大正12年）4月施行の陸軍補充令中改正（勅令第89号）により、現役の上等蹄鉄工長のうち所管獣医部長に選抜されたうえ試験に合格した者が三等獣医候補者となり、実業学校令による陸軍部外の獣医学校で陸軍獣医部派遣学生として課程を卒業し、騎兵・砲兵・輜重兵のいずれかの部隊で士官勤務を習得し三等獣医に任官すると定められた。
1924年（大正13年）5月、陸軍補充令改正（勅令第118号）により少尉候補者は現役の特務曹長（または上等工長）のほかに曹長（または一等工長）と「実役停年二年以上ノ者ニシテ飛行機操縦術ヲ習得シタル」軍曹にまで有資格者の範囲が広がった。陸軍では翌1925年（大正14年）に航空兵科が独立することになっていた。
1927年（昭和2年）12月に施行された陸軍補充令改正（勅令第331号）では憲兵科を含む各兵科の少尉候補者は38歳未満の現役特務曹長、曹長（砲兵科および工兵科は上等工長、一等工長を含む）と、航空兵科の「飛行機操縦術ヲ習得シタル」実役停年2年以上の軍曹のうち「身体強健、人格成績共ニシ優秀且家庭良好ナル者ニシテ連隊長ニ於テ選抜シタル者」の中から試験によって決定されるように年齢の上限が定められた。

### 少尉候補者の拡大
1937年（昭和12年）2月、陸軍は武官官等表を改正（勅令第11号）し、准士官の呼称を特務曹長から准尉に改めた（砲兵科および工兵科の上等工長は技術准尉に、同じく一等工長は工曹長に改めた）。これにより少尉候補者は准尉、曹長と飛行機操縦術を習得した実役停年2年以上の軍曹の中から選抜され試験によって決定されるようになった。
さらに上記の陸軍武官官等表の改正では経理部をはじめ各部の将校相当官も各部将校と名称が変わり、経理部では「三等主計」が「主計少尉」となるなど階級名も改められた。同年4月改正された陸軍補充令（勅令第112号）により従来の三等主計候補者は経理部少尉候補者となり、ほかに衛生部の三等看護官候補者は衛生部少尉候補者に、獣医部の三等獣医候補者は獣医部少尉候補者に改められ、名実ともに少尉候補者が誕生し選抜された准士官・下士官が指定の学校で教育を受けた。1937年10月時点での少尉候補者は次のとおりである。
各兵科（憲兵科・航空兵科を除く）
現役で38歳未満の各兵科（憲兵科・航空兵科を除く）准尉、曹長より選抜され、東京市牛込区本村町の陸軍予科士官学校で、それぞれ歩兵少尉、騎兵少尉、砲兵少尉、工兵少尉、輜重兵少尉となるため学生として約1年の教育を受ける。
航空兵科
現役で38歳未満の航空兵准尉、航空兵曹長、および飛行機操縦術を習得した実役停年2年以上の航空兵軍曹より選抜され埼玉県入間郡所沢町の陸軍士官学校分校で航空兵少尉となるため学生として約1年の教育を受ける。
砲兵科および工兵科の技術従事者
現役で38歳未満の砲兵科および工兵科の技術准尉、工曹長より選抜され、陸軍工科学校で砲兵少尉または工兵少尉となるため甲種学生として約1年の教育を受ける。
憲兵科
現役で38歳未満の憲兵准尉、憲兵曹長より選抜され、憲兵練習所を改編した陸軍憲兵学校で憲兵少尉となるため乙種学生として約1年の教育を受ける。
経理部
現役で38歳未満の各兵科（憲兵科を除く）准尉、曹長（砲兵科と工兵科の技術准尉、工曹長を除く）、および現役で38歳未満の経理部主計准尉、同主計曹長より選抜され経理部少尉候補者として東京市牛込区河田町の陸軍経理学校で主計少尉となるため丁種学生として約1年の教育を受ける。
衛生部
現役で38歳未満の衛生准尉、衛生曹長より選抜され衛生部少尉候補者として東京市牛込区戸山町の陸軍軍医学校で衛生少尉となるため丙種学生として約1年の教育を受ける。衛生少尉とはかつての三等看護官であり、軍医少尉あるいは薬剤少尉とは異なる。
獣医部
現役で38歳未満の獣医務准尉（それまでの上等蹄鉄工長）、獣医務曹長（同じく一等蹄鉄工長）より選抜され獣医部少尉候補者として東京市世田谷区下代田町の陸軍獣医学校で獣医務少尉となるため丙種学生として約1年の教育を受ける。獣医務少尉は獣医師免許を持つ獣医少尉とは異なる。
1940年（昭和15年）9月、陸軍は新たに技術部を創設し、それまでの砲兵科および工兵科の技術従事者を技術部に吸収した。陸軍武官官等表（勅令第580号）では砲兵および工兵の技術准尉を兵技准尉に、工曹長を兵技曹長に改め、同年同月の陸軍補充令改正（勅令第584号）で砲兵科および工兵科の技術従事者からなる少尉候補者は技術部少尉候補者と改まり、現役で38歳未満の技術部准尉（兵技准尉・航技准尉）と下士官として実役停年4年以上の技術部曹長（兵技曹長・航技曹長）から選抜された者が、神奈川県高座郡大野村の陸軍兵器学校または東京府立川市の陸軍航空技術学校で教育を受けると定められた。

### 少尉候補者制度の終了
1945年（昭和20年）8月、太平洋戦争に関し日本政府はポツダム宣言の受諾を決定し、8月15日に玉音放送がされた。8月18日、全陸軍は与えられていた作戦任務を解かれ、各部隊、学校、官衙などの将兵は逐次復員した。これによって特に制度の廃止を定める法令を待たずに少尉候補者制度は自然消滅的に終了した。少尉に任官したのは第26期までであった。制度の根拠となっていた陸軍補充令は1946年（昭和21年）6月14日施行の「陸軍武官官等表等を廃止する勅令」（勅令第319号）により廃止され、同時に日本において公式に陸軍少尉は存在しなくなった。

## 少尉候補者教育

### 概説
少尉候補者制度が制定された1920年（大正9年）の陸軍士官学校令（勅令第236号）では学生の修業期間を1年とし毎年1回12月入校、翌年11月卒業と定められ、居住は士官候補生とは異なり校外とすることが明記されている。砲兵科、工兵科の少尉候補者のうち技術従事者が教育を受けた陸軍工科学校でも同様に12月入校、翌年11月卒業で、少尉候補者となる以前に営外居住者であった准士官は校外に居住することが定められていた。
それぞれの少尉候補者は指定の学校で教育を受け、卒業後は原隊と呼ばれる入校前の所属部隊などに戻っておよそ2か月間、少尉候補者のまま士官勤務を習得させると明記され、その後の銓衡会議で適格と認められると現役少尉として任官するとなっていた。
入校期間は各校で「概ネ一年」と定められたが、日中戦争（支那事変）以後の時局では10か月から最短で2か月（少尉候補者第24期後期のうち明野陸軍飛行学校己種学生など）まで適宜短縮されるようになった。また教育施設も太平洋戦争終盤には当初に定められた学校での集合教育から、各部隊等での分散教育に変更された。

### 各兵科（憲兵科を除く）
1920年12月に第1期少尉候補者学生208名が陸軍士官学校へ入校し、翌1921年（大正10年）11月、205名が卒業した。陸軍士官学校での学生教育は学科と術科からなり、昭和期の一例では学科は戦術・戦史・軍制・兵器・射撃・築城・地形・交通（通信を含む）航空などを学び、術科は教練・陣中勤務・射撃・野営・剣術・体操・馬術・馬事などを行い、将校として必要な学識・技術を習得した。
1937年（昭和12年）10月、陸軍士官学校は神奈川県高座郡座間村に移転し、跡地には同年8月に新設されていた陸軍予科士官学校が残った。以後、兵科の少尉候補者（砲兵科、工兵科の技術従事者と、航空兵科、憲兵科を除く）は陸軍予科士官学校で学生として教育を受けることになる。学生の居住はそれまでと同じく校外とされた。
1940年（昭和15年）10月、陸軍士官学校令改正（勅令第689号）ならびに陸軍予科士官学校令改正（勅令第690号）により、1937年から陸軍予科士官学校で学生教育を受けると定められていた該当兵科の少尉候補者は、再び陸軍士官学校での学生教育に改められた。同年12月に第21期が座間の同校に入校、これによって1920年の制度制定以来「市谷台」で行われてきた少尉候補者学生教育は終了した。
同じ1940年12月、陸軍士官学校に予備役から現役に転役する教育を受ける特別志願将校学生が入校し学生教育を受けるようになり、学校内には少尉候補者と合わせ二種類の異なる教育を受ける学生が存在することとなった。このため1941年（昭和16年）、陸軍士官学校においては少尉候補者学生を己種学生（きしゅがくせい）、特別志願将校学生を丁種学生として教育内容の異なる両学生を区別した。
1944年（昭和19年）7月、戦況の悪化により「少尉候補者及特別志願将校の教育停止期間短縮等に関する件通達」（陸密第2837号）で、前年12月に陸軍士官学校へ入校した己種学生は修学期間を約3か月短縮され、1944年12月に入校予定の己種学生は採用中止となった。同年同月施行の陸軍補充令改正（勅令第456号）によって少尉候補者は「各当該学校其ノ他ノ部隊ニ分遣シ教育ヲ受ケシム」と改められ、部隊での教育に切り替わっていった。

### 航空兵科
1935年（昭和10年）11月施行の陸軍補充令改正（勅令第264号）により、それまで陸軍士官学校で教育を受けることになっていた航空兵科少尉候補者は、埼玉県入間郡所沢町の所沢陸軍飛行場内に新設された陸軍航空技術学校で丙種学生として教育を受けると定められた。
1937年10月、航空兵科の少尉候補者教育は陸軍航空技術学校にかわり、同じ所沢陸軍飛行場内に「航空兵科将校トナスベキ生徒及学生ノ教育ヲ行フ」ため設立された陸軍士官学校分校で行われることとなり、第18期49名が入校した。翌1938年（昭和13年）5月、同分校は埼玉県入間郡豊岡町に移転し12月に陸軍航空士官学校として独立、以後の航空兵少尉候補者は陸軍航空士官学校で学生として校外に居住し教育を受けた。
航空兵科の少尉候補者教育は訓育、学科、術科、校外教育があり、その内容は入校期による修学期間の長短に影響され異なる場合が多かった。学科は戦術・軍制・築城・兵器・通信・気象などの軍事学と数学・物理などの普通学があったが普通学は多くの場合に省略された。術科は剣術・体操・陣中勤務・射撃・通信などがあり、校外教育には現地戦術（地上）や陸軍の諸施設・部隊の見学などがあった。また操縦者には技量保持のため若干の飛行訓練が割り当てられていた。
1940年12月、陸軍航空士官学校においても特別志願将校学生が入校したが、同校では種別による区分はせずに、両学生を正式名称で呼ぶことで混同を防いだ。1942年6月入校の第22期学生より居住を校内に改められた。ただし妻帯者は校外の官舎に家族を置き土曜日の午後から日曜日の夕刻までの「帰宅」を許された。
1944年5月、陸軍航空関係少尉候補者教育令（勅令第344号）によって航空関係の少尉候補者は各部隊において己種学生として毎年2回採用し、約6か月の修学期間をもってそれぞれ教育することに改められた。この時在校中の第24期後期少尉候補者学生625名は各地の実施学校での教育に移り、以後の少尉候補者教育は陸軍航空士官学校で行われなくなった。

### 砲・工兵科の技術従事、技術部
1938年（昭和13年）10月、砲兵科および工兵科の技術従事少尉候補者教育が行われていた陸軍工科学校が神奈川県高座郡大野村に移転し、以後の教育を行った。同校は1940年（昭和15年）7月に陸軍兵器学校に改編され、教育を受ける少尉候補者は丙種学生と定められた。
同年9月の陸軍補充令（勅令第584号）により陸軍兵器学校で教育を受ける少尉候補者は兵技准尉と兵技軍曹から選抜された技術部少尉候補者となり、翌1941年（昭和16年）8月の陸軍兵器学校令改正（勅令第786号）により技術部少尉候補者は己種学生と改まり修学期間は約1年と定められた。
1944年7月、陸密第2837号により前年12月に陸軍兵器学校へ入校した己種学生は修学期間を約3か月短縮され、1944年12月に入校予定の己種学生は採用中止となった。

### 憲兵科
1937年7月に憲兵練習所が同地で陸軍憲兵学校に改められ、憲兵科の少尉候補者は乙種学生として新学校でそれまでどおり教育を受けた。1940年7月の陸軍憲兵学校令改正（勅令第505号）により憲兵少尉候補者は丁種学生に、さらに1942年（昭和17年）11月の陸軍憲兵学校令改正（勅令第799号）により己種学生に改められた。憲兵は比較的少数の人員で各地に分散していることと勤務の特殊性から、最後まで各部隊等における分散教育はせずに少尉候補者を陸軍憲兵学校で一括して学生教育する方法を継続したが、採用試験は日本軍が展開した地域の各地で適宜行う通達が出されている。

### 経理部
経理部少尉候補者を丁種学生として教育していた陸軍経理学校は1942年3月、東京府北多摩郡小平村へ移転し、以後の経理部少尉候補者教育は同地で行われた。同年4月施行の陸軍経理学校令改正（勅令第305号）により、同校で教育を受ける少尉候補者は己種学生へと改められた。
1944年1月、前年12月に陸軍経理学校へ入校した己種学生の修学期間は約1か月短縮され、7月の陸密第2837号によりさらに約2か月の短縮が決定した。また12月に入校予定の己種学生は採用中止となった。

### 衛生部・獣医部
衛生部、獣医部ともに少尉候補者は陸軍軍医学校あるいは陸軍獣医学校の丙種学生と定められてから種別の変更はなかったが、戦局に応じた修学期間の適宜短縮が行われたほか、1943年には「素質ノ向上ヲ図ル為」に営外居住が原則であった学生を校内居住にする変更がされている。
1944年1月、前年12月に陸軍軍医学校へ入校した丙種学生の修学期間は1か月短縮され、7月の陸密第2837号によりさらに2か月の短縮が決定した。また12月に入校予定の陸軍軍医学校および陸軍獣医学校の丙種学生は採用中止となった。

## 少尉任官以後
少尉候補者は学生としての教育と士官勤務を終え少尉任官以後は現役将校として士官候補生出身者と同等であり、制度上は中尉、大尉、あるいはさらに上位への進級も可能である。しかし兵、下士官と階級を経てきたために士官候補生出身者よりも年齢が高く、30代半ばが少尉任官の一般的な年齢であった。そのため進級が遅かった大正から昭和初期の平時においては、佐官に到達するまでに現役定限年齢（定年）となり予備役へ編入されることが通常となっていた。また高級将校、あるいは将官への登竜門といえる陸軍大学校の受験資格はあったが、結果として少尉候補者出身の将校から陸軍大学校へ入校した者はいなかった。
第1期の兵科少尉候補者は205名が1921年（大正10年）11月29日に陸軍士官学校を卒業し、少尉任官は翌年2月28日であったが、最も進級が早い者でさえも中尉任官は1925年（大正14年）2月、大尉任官は1931年（昭和6年）8月である。1934年（昭和9年）9月時点で歩兵科の少尉候補者第1期は14名の大尉が確認できるが、満年齢は47歳から最若年でも43歳で、兵科大尉の現役定限年齢48歳は目前となってしまい、翌年9月までに7名が予備役へ編入されている。1936年（昭和11年）9月時点で少尉候補者第1期出身の現役歩兵大尉は3名だけが確認できる。
1937年（昭和12年）7月に勃発した日中戦争から太平洋戦争と続く戦時には軍全般において進級が早まり、終戦時点での陸軍編制では少佐として大隊もしくは大隊相当部隊の隊長をつとめる少尉候補者出身将校は多数確認でき、中佐として師団高級副官に任じられている者も複数存在する。

## 著名な出身者
第6期
- 中佐：福田環（終戦時、歩兵第23連隊長）

第7期
- 大佐：金光恵次郎（戦死進級）

第13期
- 少佐：坂井菴

第18期
- 中佐：若松幸禧（戦死進級）
- 少佐：林弥一郎

第21期
- 大尉：樫出勇